# Maxmilián z Trauttmansdorffu
Jan Maxmilián hrabě z Trauttmansdorffu (23. květen 1584 Štýrský Hradec – 8. červen 1650 Vídeň, německy Maximilian Graf von und zu Trauttmansdorff-Weinsberg) byl rakouský šlechtic, významný politik a diplomat habsburské monarchie první poloviny 17. století. Od mládí se uplatňoval v diplomacii a během třicetileté války podnikl řadu cest po Evropě. Ve funkci nejvyššího hofmistra císařského dvora (1637–1650) byl prvním ministrem Ferdinanda III. a v závěru třicetileté války se podílel na uzavření vestfálského míru. Během své kariéry dosáhl hraběcího titulu a řádu Řádu zlatého rouna. V pobělohorských konfiskacích získal za výhodných podmínek rozsáhlý majetek v Čechách (Horšovský Týn), který se stal majetkovou základnou Trauttmansdorffů až do 20. století.

## Životopis

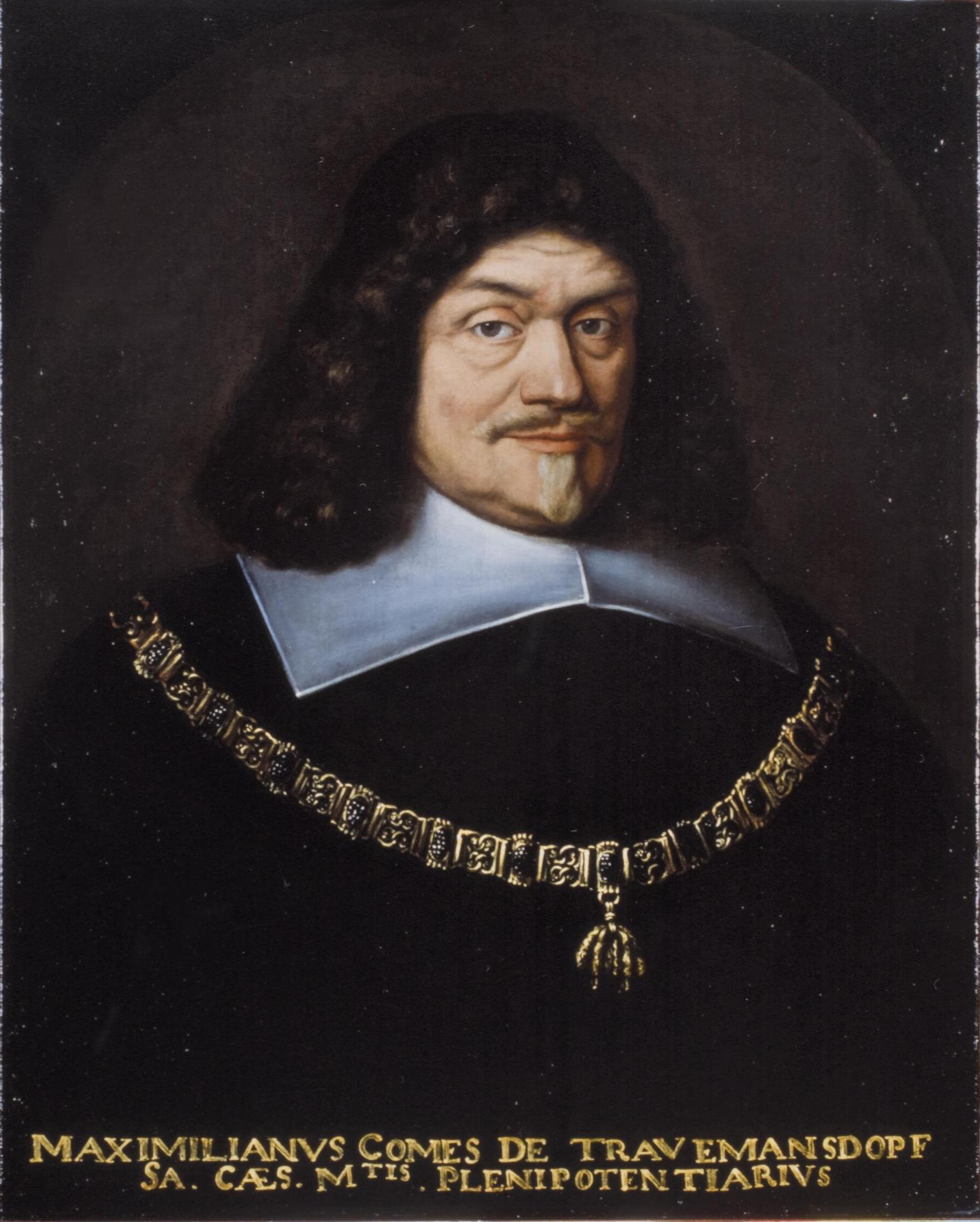
Hrabě Maxmilián z Trauttmansdorffu s dekorací Řádu zlatého rouna

Pocházel ze starého štýrského rodu Trauttmansdorffů, narodil se jako mladší syn Jana Bedřicha Trauttmansdorffa (1542–1614), který byl v roce 1598 povýšen do stavu svobodných pánů. Maxmilián původně sloužil v armádě jako rytmistr, v roce 1608 byl jmenován členem říšské dvorské rady, později se stal komorníkem císaře Matyáše I. a hofmistrem jeho manželky Anny. Od začátku třicetileté války se uplatňoval jako diplomat, v roce 1620 byl vyslán do Bavorska a Kolína nad Rýnem, jeho úkolem bylo také získat podporu Španělska a papeže pro další účast rakouských Habsburků ve třicetileté válce. Z pověření císaře Ferdinanda II. uzavřel v roce 1621 mír se sedmihradským knížetem Gáborem Bethlenem. Na přelomu let 1622–1623 byl při císařově cestě na říšský sněm v Řezně uváděn již v předních pozicích doprovodu Ferdinanda II.
V roce 1623 byl povýšen do říšského hraběcího stavu (1625 titul potvrzen pro České království). Získal uherský indigenát (1625) a inkolát v Čechách (1627), byl též členem tajné rady a od roku 1631 zplnomocněncem arcivévody Leopolda. Na přelomu let 1633–1634 byl pověřen jednáním s Albrechtem z Valdštejna, aby zjistil jeho záměry. Jako věrný stoupenec Ferdinanda II. byl v roce 1635 dekorován Řádem zlatého rouna, profitoval také na valdštejnských konfiskacích. Za vlády Ferdinanda III. zastával funkci císařského nejvyššího hofmistra (1637–1650), k jehož dvoru se připojil již v roce 1635. Jako císařský nejvyšší hofmistr byl v podstatě prvním ministrem habsburské monarchie a představitelem tzv. španělské strany. Od roku 1637 byl též hejtmanem ve Štýrském Hradci. Nadále se podílel na diplomatických jednáních během třicetileté války, jeho blízkým spolupracovníkem byl v té době říšský vicekancléř Ferdinand Zikmund Kurz ze Senftenau. Jako nejvlivnější osobnost u dvora Ferdinanda III. byl také patronem řady vojevůdců z bývalé Valdštejnovy armády. V závěru třicetileté války byl delegátem na mírových jednáních v Münsteru, i když ze zdravotních důvodů nebyl osobně přítomen všem rozhovorům. Trauttmansdorffovo pero, s nímž podepsal závěrečné mírové protokoly, je součástí rodinných sbírek na zámku v Horšovském Týně.

## Majetkové a rodinné poměry

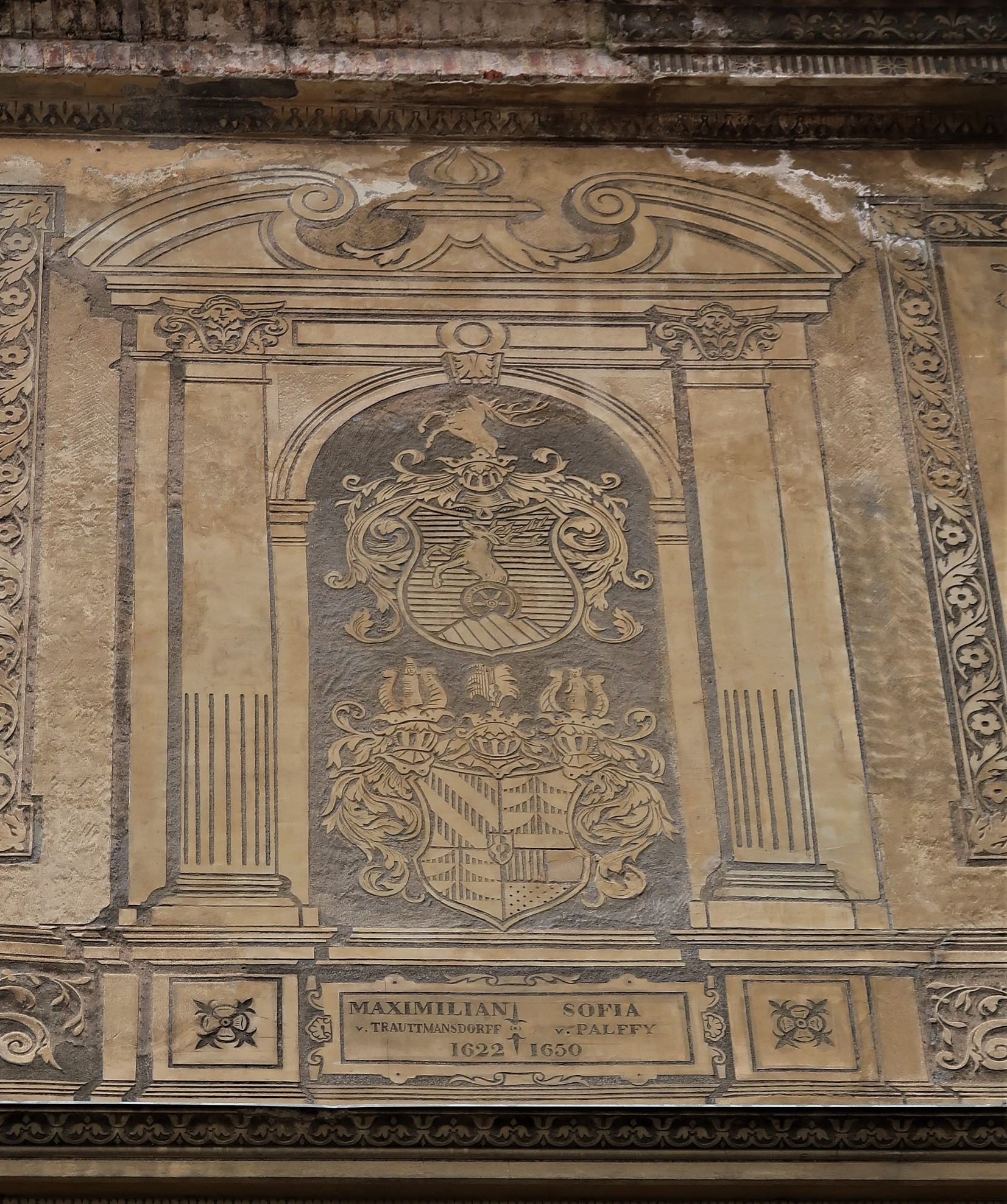
Erb Maxmiliána Trauttmansdorffa a jeho manželky Sophie, rozené Pálffyové, na nádvorní fasádě zámku Horšovský Týn

Po otci byl dědicem statků v Rakousku a Štýrsku, po bitvě na Bílé hoře získal také statky v Čechách. V roce 1622 za velmi výhodných podmínek koupil panství Horšovský Týn zkonfiskované Vilémovi z Lobkovic. Horšovský Týn se jako centrum rozsáhlého panství měl stát hlavním sídlem Trauttmansdorffů a Maxmilián hned v roce 1622 vydal nový městský řád. Majetek v západních Čechách rozšířil později dalšími nákupy (Hlohová, Dolní Kamenice Z konfiskací po smrti Albrechta z Valdštejna a jeho stoupenců získal v Praze Trčkovský palác, označovaný později jako Trauttmansdorffský. Po své sestře Anně Marii, provdané Breunerové, zdědil v roce 1642 panství Větrný Jeníkov. Za složitých majetkoprávních poměrů získal pro své potomstvo v roce 1649 panství Litomyšl.
V roce 1615 se oženil s Žofií (Sophie) Pálffyovou (1596–1668) z vlivné uherské šlechtické rodiny. Z jejich manželství pocházelo patnáct dětí. Významnými pokračovateli rodu v Čechách byli synové Adam Matyáš (1617–1684) a Jan Bedřich (1619–1696), nejmladší syn Jiří Zikmund (1638–1708) byl zakladatelem štýrské rodové větve.